# یوپراکسینو
یوپراکسینو (به لاتین: Yevpraksino) یک منطقهٔ مسکونی در روسیه است که در استان آستراخان واقع شده‌است.